# Someșul între Rona și Țicău
Someșul între Rona și Țicău este un sit de importanță comunitară (SCI) desemnat în scopul protejării biodiversității și menținerii într-o stare de conservare favorabilă a florei spontane și faunei sălbatice, precum și a unor habitate naturale de interes comunitar aflate în arealul zonei protejate. Acesta este situat în nord-vestul României, pe teritoriul județului Sălaj.

## Localizare
Aria naturală se află în partea central-nordică a județului Sălaj (în bazinul hidrografic al Someșului), la limita cu județul Maramureș, pe teritoriul administrativ al orașului Jibou și pe cele ale comunelor Benesat, Năpradea și Someș-Odorhei.

## Descriere
Zona a fost declarată sit de importanță comunitară prin Ordinul Ministerului Mediului și Dezvoltării Durabile Nr.46 din 2016 (privind instituirea regimului de arie naturală protejată a siturilor de importanță comunitară, ca parte integrantă a rețelei ecologice europene Natura 2000 în România) și se întinde pe o suprafață de 503,40 hectare.
Situl reprezintă o zonă (încadrată în bioregiune continentală) cu ape curgătoare, bălți, păduri și zăvoaie; ce adăpostește faună diversă și conservă două habitate naturale de tip: Păduri mixte de luncă de Quercus robur, Ulmus laevis și Ulmus minor, Fraxinus excelsior sau Fraxinus angustifolia din lungul marilor râuri (Ulmenion minoris) (cod 91E0) și Zăvoaie cu Salix alba și Populus alba (cod 92A0). La baza desemnării acestuia se află mai multe specii (mamifere și pești) enumerate în anexa I-a a Directivei Consiliului European 92/43/CE din 22 mai 1992 (privind conservarea habitatelor naturale și a speciilor de faună și floră sălbatică) sau aflate pe Lista roșie a IUCN; printre care: vidra de râu (Lutra lutra), mreana carpatică (Barbus carpathicus), mreana vânătă (Barbus petenyi), avatul (Aspius aspius), zvârluga (Cobitis taenia), boarța (Rhodeus amarus), porcușorul de nisip (Romanogobio kesslerii), porcușorul de șes (Romanogobio vladykovi), câra (Sabanejewia balcanica) și dunărița (Sabanejewia aurata).

## Căi de acces
- Drumul județean DJ108E, pe ruta: Zalău - Jibou - Someș-Odorhei.

## Monumente și atracții turistice

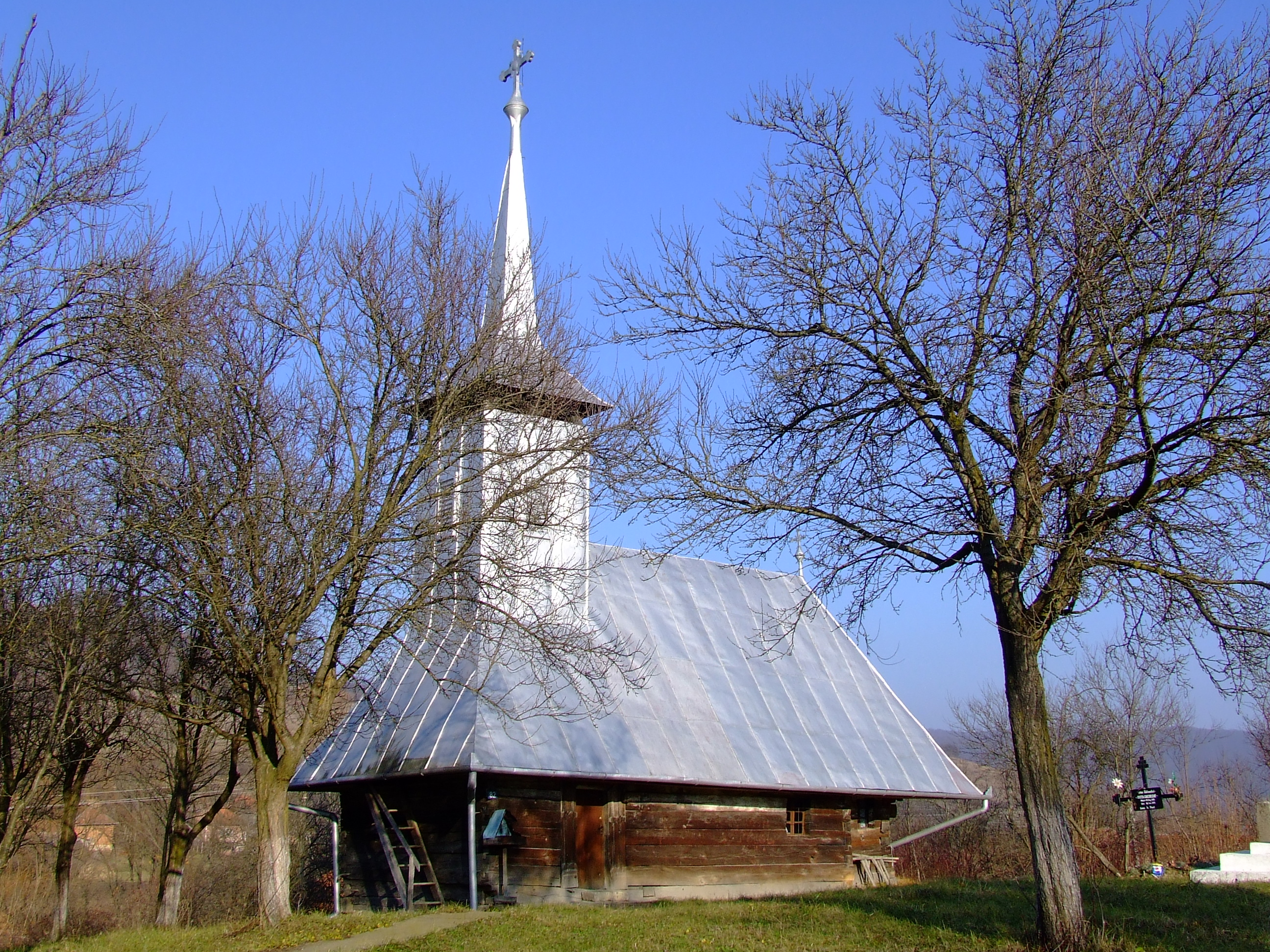
Biserica de lemn din Bârsa

În vecinătatea rezervației naturale se află câteva obiective de interes istoric, cultural și turistic; astfel:
- Ansamblul bisericii "Sfinții Arhangheli Mihail și Gavriil" din satul Benesat (vechi lăcaș de cult greco-catolic), constucție sec. XVII - XVIII, monument istoric (cod LMI SJ-II-m-B-05019.01).
- Biserica de lemn cu hramul "Adormirea Maicii Domnului" din satul Vădurele, construcție secolul al XVII-lea, monument istoric.
- Biserica de lemn din Domnin, construcție 1753, monument istoric,
- Biserica de lemn din Bârsa, construcție secolul al XVIII-lea, monument istoric.
- Biserica de lemn din Inău, construcție 1832, monument istoric.
- Statuia de piatră a "Fecioarei Maria" din Benesat, construcție 1822, monument istoric.
- Ruinele bisericii benedictine din satul Cheud, construcție din secolul al XII-lea, monument istoric.
- Rezervația naturală Pietrele "Moșu și Baba" din Someș-Guruslău.
- Cetatea Aranyos-Cetatea lui Pintea din Cheud
- Ansamblul castelului Wesselényi din Jibou (castel, curie, seră, grajd, șură), construcție 1778, monument istoric.